# 製油
製油（）とは、油を精製・製造することであり、大別して、
- 鉱物性油の生産：原油を精製して各種石油製品を生産すること。詳しくは石油精製を参照。
- 動植物性油の製造：動植物等の原料から油脂を搾り取って食用油等の製品を製造すること

の2つの意味がある。

## 日本の主な製油企業

### 石油（鉱物性油）
- 出光興産
- コスモ石油
- JXTGエネルギー
- 東亜石油
- 富士石油

#### ナフテン系鉱油
- 三共油化工業
- 谷口石油精製
- ユニオン石油

#### 潤滑油等
- 佐藤特殊製油
- ヤナセ製油

### 動植物性油
- 植田製油
- 太田油脂
- 加藤製油
- かどや製油 - ごま油
- サミット製油
- J-オイルミルズ
- 辻製油
- 日清オイリオ
- 日本油脂
- 深川油脂工業
- 不二製油
- 豊国製油
- ボーソー油脂
- 山田製油 - ごま油
- 吉田製油所
- 米澤製油